# Polytrichum breviceps
Polytrichum breviceps là một loài rêu trong họ Polytrichaceae. Loài này được Müll. Hal. mô tả khoa học đầu tiên năm 1898.